# Mort de Wanys
Le texte peut changer fréquemment, n’est peut-être pas à jour et peut manquer de recul. 
Le titre et la description de l'acte concerné reposent sur la qualification juridique retenue lors de la rédaction de l'article et peuvent évoluer en même temps que celle-ci.
La mort de Wanys, un jeune homme de 18 ans, est survenue après que des policiers en voiture ont foncé dans son scooter le 13 mars 2024 à Aubervilliers, en Seine-Saint-Denis (Île-de-France).

## Contexte
Le 13 mars 2024 au soir, un contrôle routier entraîne une dramatique collision avec un véhicule des forces de l'ordre. Mediapart rappelle par ailleurs que depuis 2020, sur décision du préfet Didier Lallement, les consignes données aux policiers sont beaucoup plus souples en île-de-France que sur le reste du territoire quitte à augmenter le risque d'accidents. Enfin, le nombre de morts à la suite de refus d'obtempérer connaît une très forte hausse ces dernières années en France (deux morts en 2020, un mort en 2021, treize morts en 2022).

## Victimes
- Wanys R.[4] est né en 2005 et était conducteur du scooter. Il résidait à la cité des 4000 à La Courneuve[5]. Selon Le Parisien, Wanys R. présentait « un grave traumatisme crânien et une hémorragie ».
- Ibrahim H. a 19 ans et était passager du scooter. Il est hospitalisé à la suite de l'accident pour deux fractures du bassin, une fracture de la cheville et des points de suture au pied gauche.

## Faits
D'après une source policière, vers 19 h 15, un deux-roues monté par deux individus casqués commet un refus d’obtempérer pour « une pluralité d’infractions routières ». Un équipage de la Brigade anti-criminalité (BAC) de La Courneuve part alors à sa poursuite. Arrivé à l’angle de la rue Edgar-Quinet et de l’avenue du Président-Roosevelt, « le scooter en fuite percute un second équipage avec ses avertisseurs sonores et lumineux activés, arrivant en face ». La vidéo de l'accident semble démentir les policiers sur le fait que les avertisseurs lumineux étaient activés. Yassine Bouzrou, avocat de la famille et du passager, affirme également cela et dément aussi le fait que les avertisseurs sonores étaient activés. Selon la version policière, l'« équipage ayant fait une embardée à la suite d’un refus de priorité commis par un tiers, il n’a pas pu éviter l’impact avec le scooter, malgré une manœuvre de contournement ». Les deux passagers sont éjectés au moment du choc. À 19 h 17, les effectifs de la BAC annoncent en urgence sur les ondes avoir été percutés de face par le deux-roues. Le décès du conducteur est déclaré vers 23 h.
L'AFP rapporte que « la thèse policière du refus d'obtempérer était réfutée sur place par des témoins ». Les faits ont été filmés et médiatisés notamment par le média Brut. Sur une seconde vidéo, on voit les policiers décaler avec brutalité le passager, Ibrahim H., alors que celui-ci souffre de deux fractures du bassin, d'une fracture de la cheville et d'une plaie ouverte au pied gauche.

## Enquêtes

### Informations judiciaires et garde à vue
Le parquet de Bobigny annonce l'ouverture de deux enquêtes. La première pour « homicide » et « blessures involontaires » est confiée à l'Inspection générale de la Police nationale (IGPN). La seconde enquête pour « refus d’obtempérer aggravé » est confiée au service de traitement judiciaire des accidents de la préfecture de police de Paris,.
Selon une source policière, le passager du deux-roues est placé en garde à vue pour « complicité de refus d'obtempérer ». La complicité de refus d'obtempérer peut être retenue par exemple lorsqu'un passager encourage le conducteur à effectuer un refus d'obtempérer. A ce jour, aucune source policière n'a communiqué un élément permettant d'étayer et de justifier une complicité de refus d'obtempérer. Le 14 mars 2024, le parquet annonce que sa garde à vue a été levée et qu'il « a été emmené à l’hôpital »,.

### Avocats

#### Famille
La famille de la victime est représentée par l'avocat Yassine Bouzrou. Le 16 mars 2024, l'avocat annonce que la famille du jeune homme va porter plainte contre les policiers. La famile estime que « la police a volontairement percuté » le deux-roues. Maître Bouzrou demande le dépaysement de la procédure car il réfute les premières constatations du parquet de Bobigny.

#### Policiers
L’avocat des policiers dénonce une « contrevérité » et défend la thèse de l’accident.

## Conséquences

### Violences urbaines à La Courneuve
Le 17 mars 2024, un commissariat de police de La Courneuve est visé par des tirs de mortiers d'artifice et des projectiles. Des poubelles sont incendiées et deux policiers sont blessés,. Plusieurs « opérations de sécurisation » sont menées notamment pour éteindre des feux de poubelle et « disperser les petits groupes de jeunes ». Les forces de l'ordre font usage de six grenades de désencerclement, de 17 grenades lacrymogènes et effectuent une centaine de tirs de lanceur de balles de défense (LBD). Le 18 mars 2024, le préfet de police de Paris, Laurent Nuñez annonce l'interpellation de neuf suspects.

### Marche blanche
Le 21 mars 2024, une marche blanche est organisée à l'initiative de la famille. Plusieurs centaines de personnes participent à la marche blanche dont Assa Traoré qui a rendu visite à Ibrahim H., passager du scooter hospitalisé, et qui a pris la parole durant le rassemblement.